# ذا هانج أوفر (سلسلة أفلام)
ذا هانج اوفر (بالإنجليزية: The Hangover)‏ هي سلسلة أفلام كوميدية أمريكية من تأليف جون لوكاس وسكوت مور، وإخراج تود فيليبس. تتبع الأفلام الثلاثة مغامرات مجموعة رباعية من الأصدقاء الذين يذهبون في رحلة برية لحضور حفل توديع العزوبية.